# Réserve naturelle de l'étang de Holay
La réserve naturelle de l'étang de Holay (parfois orthographié comme Holey) est une réserve naturelle régionale créée en 1993 et située en Vallée d'Aoste.

## Territoire
Constituée en 1993, la réserve de l'étang de Holay s'étend entre 750 et 790 mètres d'altitude près du hameau d'Ivéry, non loin du château de Suzey, sur la commune de Pont-Saint-Martin.

## Faune
À Holay, et nulle part ailleurs en Vallée d'Aoste, parmi les amphibiens sont présents notamment :
- le Lissotriton vulgaris
- le Triturus cristatus

## Flore

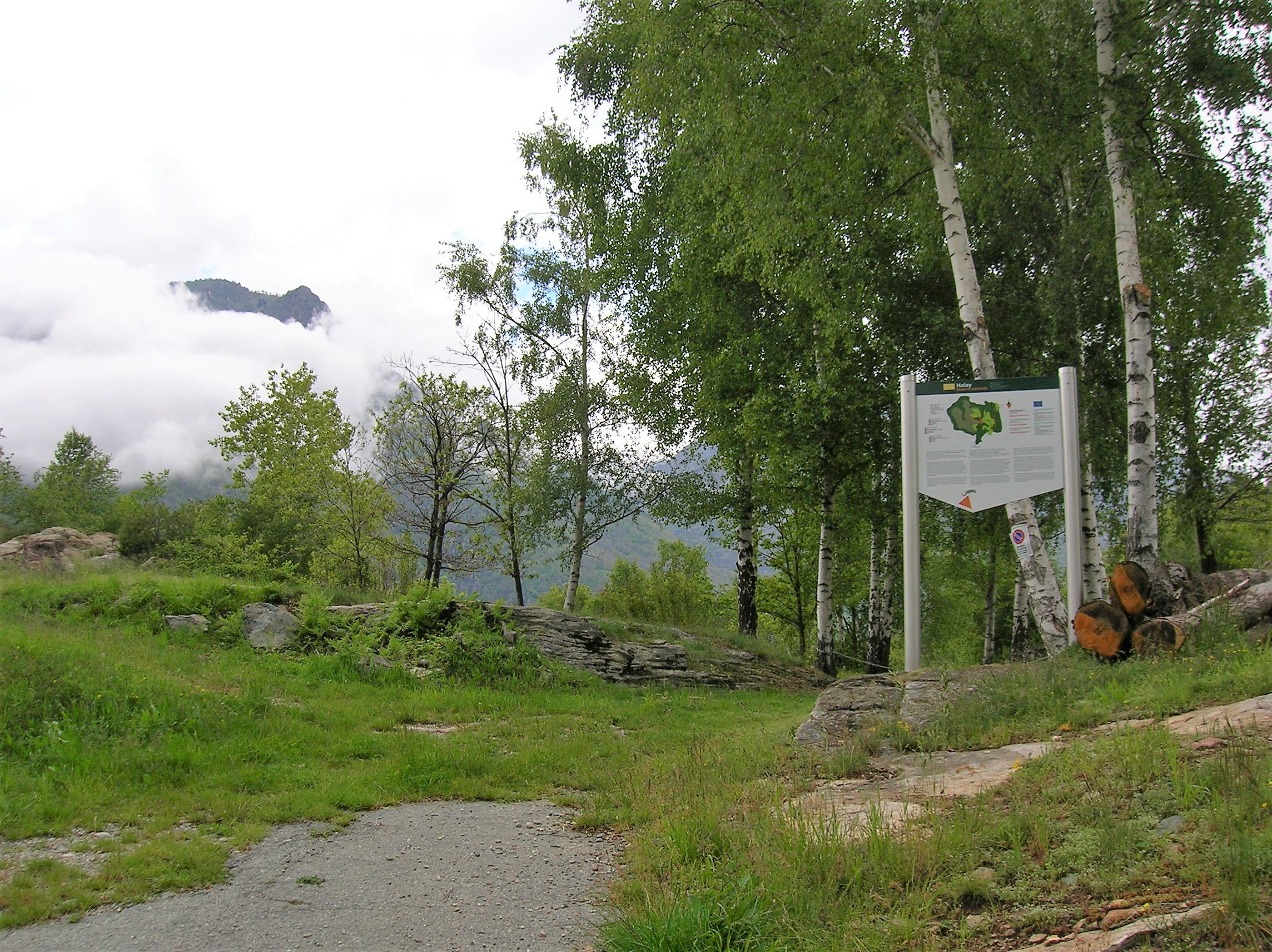
Le panneau à l'entrée de la réserve.

- Typha latifolia
- Phragmites australis
- Isolepis setacea
- Lythrum portula